# Madonna Huldschinsky
La Madonna Huldschinsky è un'opera in terracotta (90x75 cm) attribuita a Donatello, databile al 1410-1430 circa e conservata nel Bode-Museum a Berlino. 

## Storia e descrizione
Una serie di Madonne a mezza figura in terracotta del primo Quattrocento, dalla fisicità particolarmente pronunciata, sono oggetto di oscillazioni attributive che oggi propendono soprattutto verso il giovane Donatello. Oltre alla Madonna del museo berlinese, donata da Oscar Huldschinsky nel 1892, fanno parte di questa serie anche due Madonne al Museo nazionale di Villa Guinigi a Lucca. Tra gli altri nomi fatti ci sono anche Jacopo della Quercia e Lorenzo Ghiberti. 
L'ipotesi donatelliana si basa sulla struttura del panneggio, che non è più mezzo di espressione e decorazione, come nell'arte gotica, ma dialoga strettamente con le forme anatomiche sottostanti, soggiacendo alla forza di gravità osservata dal vivo. 
Le forme presentano una levigatura quasi metallica, e l'attenzione al dettaglio, come nel bordo frangiato delle vesti, richiamano opere come il celebre David. Anche l'amorevole abbraccio del Bambino alla madre e il suo sorriso accennato richiamano un interesse diretto verso i fanciulli che si ritrova spiccato nei numerosi putti della produzione donatelliana di quegli anni.